# Фрамерсхайм
Фрамерсхайм (нем. Framersheim) — община в Германии, в земле Рейнланд-Пфальц. 
Входит в состав района Альцай-Вормс. Подчиняется управлению Альцай-Ланд.  Население составляет 1619 человек (на 31 декабря 2010 года). Занимает площадь 9,31 км².